# Laboratory Instinct
 (mars 2018).
Laboratory Instinct est un label berlinois de musique électronique apparenté au genre IDM/Electronica.
Il a notamment produit des disques de Alfred Weisberg-Roberts (Daedalus), A Guy Called Gerald, VLAD, Uwe Schmidt (Atom).